# Championnats du monde de triathlon 2013
Navigation
Édition précédente Édition suivante
Les Championnats du monde de triathlon 2013 sont composés de 8 courses organisées par la Fédération internationale de triathlon (ITU) dont 1 grande finale. Chacune des courses est disputée au format olympique soit 1 500 m de natation, 40 km de cyclisme et 10 km de course à pied. 

## Calendrier
| Date            | Ville            | Pays             |
| --------------- | ---------------- | ---------------- |
| 6-7 avril       | Auckland         | Nouvelle-Zélande |
| 19-20 avril     | San Diego        | États-Unis       |
| 11-12 mai       | Yokohama         | Japon            |
| 1-2 juin        | Madrid           | Espagne          |
| 6 juillet       | Kitzbühel        | Autriche         |
| 20-21 juillet   | Hambourg         | Allemagne        |
| 24-25 août      | Stockholm        | Suède            |
| 11-16 septembre | Londres (Finale) | Royaume-Uni      |

## Résultats

### Auckland
| Position | Hommes       | Hommes   | Hommes          | Femmes         | Femmes    | Femmes          |
| Position | Nom          | Pays     | Temps           | Nom            | Pays      | Temps           |
| -------- | ------------ | -------- | --------------- | -------------- | --------- | --------------- |
|          | Javier Gómez | Espagne  | 1 h 55 min 51 s | Anne Haug      | Allemagne | 2 h 08 min 20 s |
|          | Mario Mola   | Espagne  | 1 h 56 min 03 s | Maaike Caelers | Pays-Bas  | 2 h 08 min 23 s |
|          | João Silva   | Portugal | 1 h 56 min 22 s | Felicity Abram | Australie | 2 h 08 min 33 s |

### San Diego
| Position | Hommes            | Hommes         | Hommes          | Femmes         | Femmes      | Femmes          |
| Position | Nom               | Pays           | Temps           | Nom            | Pays        | Temps           |
| -------- | ----------------- | -------------- | --------------- | -------------- | ----------- | --------------- |
|          | Alistair Brownlee | Royaume-Uni    | 1 h 47 min 16 s | Gwen Jorgensen | États-Unis  | 1 h 59 min 59 s |
|          | Richard Murray    | Afrique du Sud | 1 h 47 min 38 s | Non Stanford   | Royaume-Uni | 2 h 00 min 03 s |
|          | João Silva        | Portugal       | 1 h 47 min 52 s | Emma Moffatt   | Australie   | 2 h 00 min 03 s |

### Yokohama
| Position | Hommes            | Hommes      | Hommes          | Femmes         | Femmes      | Femmes          |
| Position | Nom               | Pays        | Temps           | Nom            | Pays        | Temps           |
| -------- | ----------------- | ----------- | --------------- | -------------- | ----------- | --------------- |
|          | Jonathan Brownlee | Royaume-Uni | 1 h 44 min 59 s | Gwen Jorgensen | États-Unis  | 1 h 57 min 05 s |
|          | Javier Gómez      | Espagne     | 1 h 45 min 23 s | Emma Moffatt   | Australie   | 1 h 57 min 19 s |
|          | João Silva        | Portugal    | 1 h 46 min 16 s | Jodie Stimpson | Royaume-Uni | 1 h 57 min 20 s |

### Madrid
| Position | Hommes            | Hommes      | Hommes          | Femmes         | Femmes      | Femmes          |
| Position | Nom               | Pays        | Temps           | Nom            | Pays        | Temps           |
| -------- | ----------------- | ----------- | --------------- | -------------- | ----------- | --------------- |
|          | Jonathan Brownlee | Royaume-Uni | 1 h 50 min 42 s | Non Stanford   | Royaume-Uni | 2 h 04 min 39 s |
|          | Javier Gómez      | Espagne     | 1 h 51 min 32 s | Anne Haug      | Allemagne   | 2 h 05 min 05 s |
|          | Ivan Vasiliev     | Russie      | 1 h 52 min 02 s | Jodie Stimpson | Royaume-Uni | 2 h 05 min 14 s |

### Kitzbühel
| Position | Hommes            | Hommes      | Hommes      | Femmes         | Femmes      | Femmes          |
| Position | Nom               | Pays        | Temps       | Nom            | Pays        | Temps           |
| -------- | ----------------- | ----------- | ----------- | -------------- | ----------- | --------------- |
|          | Alistair Brownlee | Royaume-Uni | 55 min 23 s | Jodie Stimpson | Royaume-Uni | 1 h 03 min 22 s |
|          | Mario Mola        | Espagne     | 56 min 00 s | Emma Jackson   | Australie   | 1 h 04 min 21 s |
|          | Sven Riederer     | Suisse      | 56 min 46 s | Anne Haug      | Allemagne   | 1 h 04 min 34 s |

### Hambourg
| Position | Hommes            | Hommes      | Hommes      | Femmes         | Femmes      | Femmes      |
| Position | Nom               | Pays        | Temps       | Nom            | Pays        | Temps       |
| -------- | ----------------- | ----------- | ----------- | -------------- | ----------- | ----------- |
|          | Jonathan Brownlee | Royaume-Uni | 51 min 05 s | Anne Haug      | Allemagne   | 57 min 21 s |
|          | Alistair Brownlee | Royaume-Uni | 51 min 05 s | Non Stanford   | Royaume-Uni | 57 min 35 s |
|          | Javier Gómez      | Espagne     | 51 min 14 s | Jodie Stimpson | Royaume-Uni | 57 min 36 s |

### Stockholm
| Position | Hommes            | Hommes      | Hommes          | Femmes         | Femmes      | Femmes          |
| Position | Nom               | Pays        | Temps           | Nom            | Pays        | Temps           |
| -------- | ----------------- | ----------- | --------------- | -------------- | ----------- | --------------- |
|          | Alistair Brownlee | Royaume-Uni | 1 h 50 min 42 s | Gwen Jorgensen | États-Unis  | 1 h 55 min 31 s |
|          | Javier Gómez      | Espagne     | 1 h 51 min 32 s | Non Stanford   | Royaume-Uni | 1 h 56 min 20 s |
|          | Jonathan Brownlee | Royaume-Uni | 1 h 52 min 02 s | Anne Haug      | Allemagne   | 1 h 56 min 45 s |

- à noter sur cette épreuve, les places des triathlète français, Aurélien Raphaël (4e), Vincent Luis (5e), Laurent Vidal (8e) et Pierre Le Corre (9e)[1]. Le lendemain de la course, la fédération française parle d'un "Tir groupé français historique"[2].

### Finale: Londres
| Position | Hommes            | Hommes      | Hommes          | Femmes       | Femmes      | Femmes          |
| Position | Nom               | Pays        | Temps           | Nom          | Pays        | Temps           |
| -------- | ----------------- | ----------- | --------------- | ------------ | ----------- | --------------- |
|          | Javier Gómez      | Espagne     | 1 h 48 min 16 s | Non Stanford | Royaume-Uni | 2 h 01 min 32 s |
|          | Jonathan Brownlee | Royaume-Uni | 1 h 48 min 17 s | Aileen Reid  | Irlande     | 2 h 01 min 57 s |
|          | Mario Mola        | Espagne     | 1 h 49 min 10 s | Emma Moffatt | Australie   | 2 h 02 min 00 s |

## Classements généraux

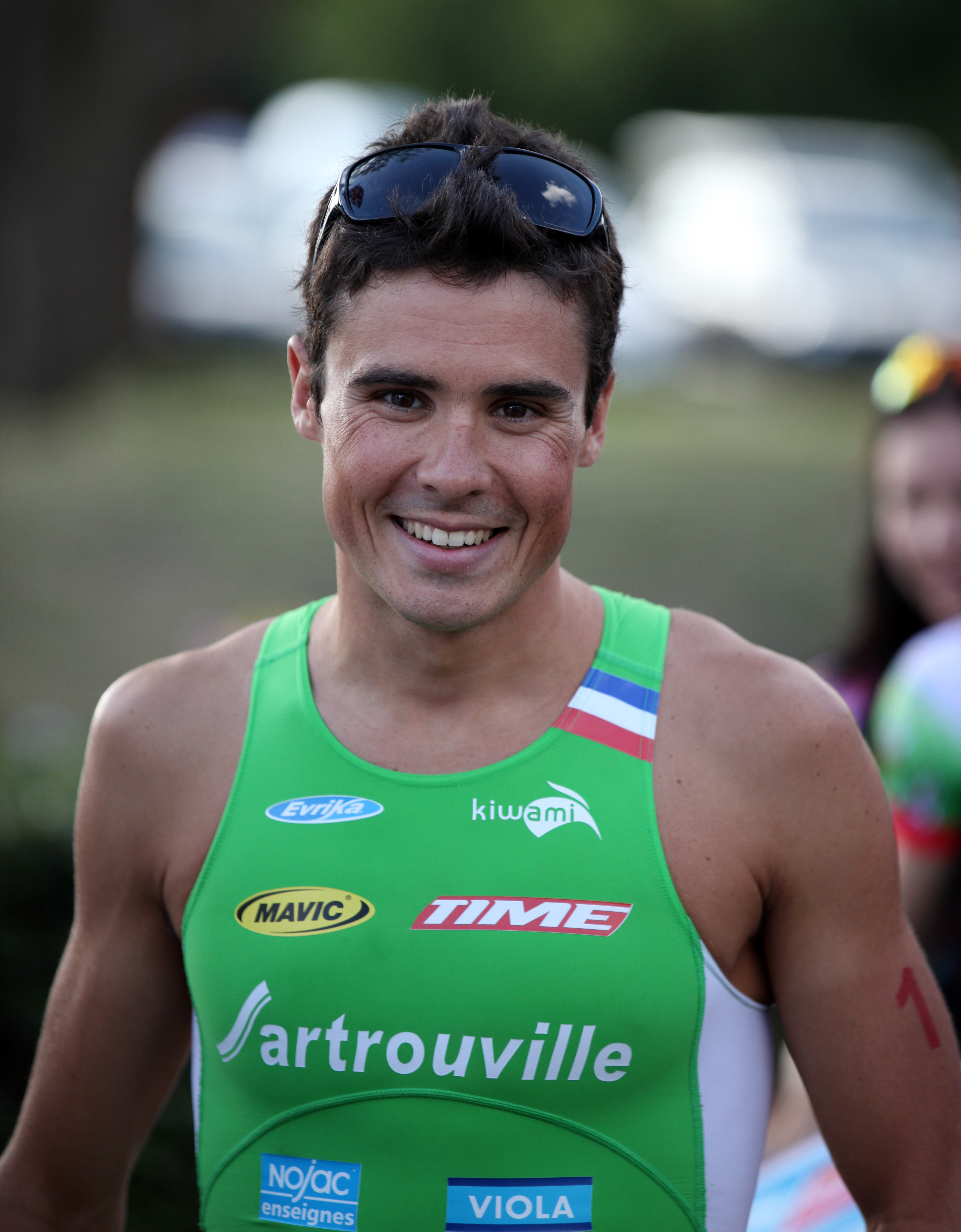
Javier Gómez - Champion du Monde (2008, 2010 et 2013)

| Rang | Nom               | Points |
| ---- | ----------------- | ------ |
| 1    | Javier Gómez      | 4220   |
| 2    | Jonathan Brownlee | 4195   |
| 3    | Mario Mola        | 3726   |
| 4    | Alistair Brownlee | 3140   |
| 5    | Richard Murray    | 2937   |
| 6    | João Silva        | 2795   |
| 7    | Laurent Vidal     | 2680   |
| 8    | Sven Riederer     | 2494   |
| 9    | Dmitry Polyansky  | 2407   |
| 10   | Vincent Luis      | 2243   |

| Rang | Nom             | Points |
| ---- | --------------- | ------ |
| 1    | Non Stanford    | 4220   |
| 2    | Jodie Stimpson  | 3805   |
| 3    | Anne Haug       | 3110   |
| 4    | Gwen Jorgensen  | 3033   |
| 5    | Andrea Hewitt   | 3004   |
| 6    | Emma Moffatt    | 2906   |
| 7    | Ashleigh Gentle | 2720   |
| 8    | Aileen Reid     | 2681   |
| 9    | Sarah Groff     | 2295   |
| 10   | Alice Betto     | 2270   |

## Autres

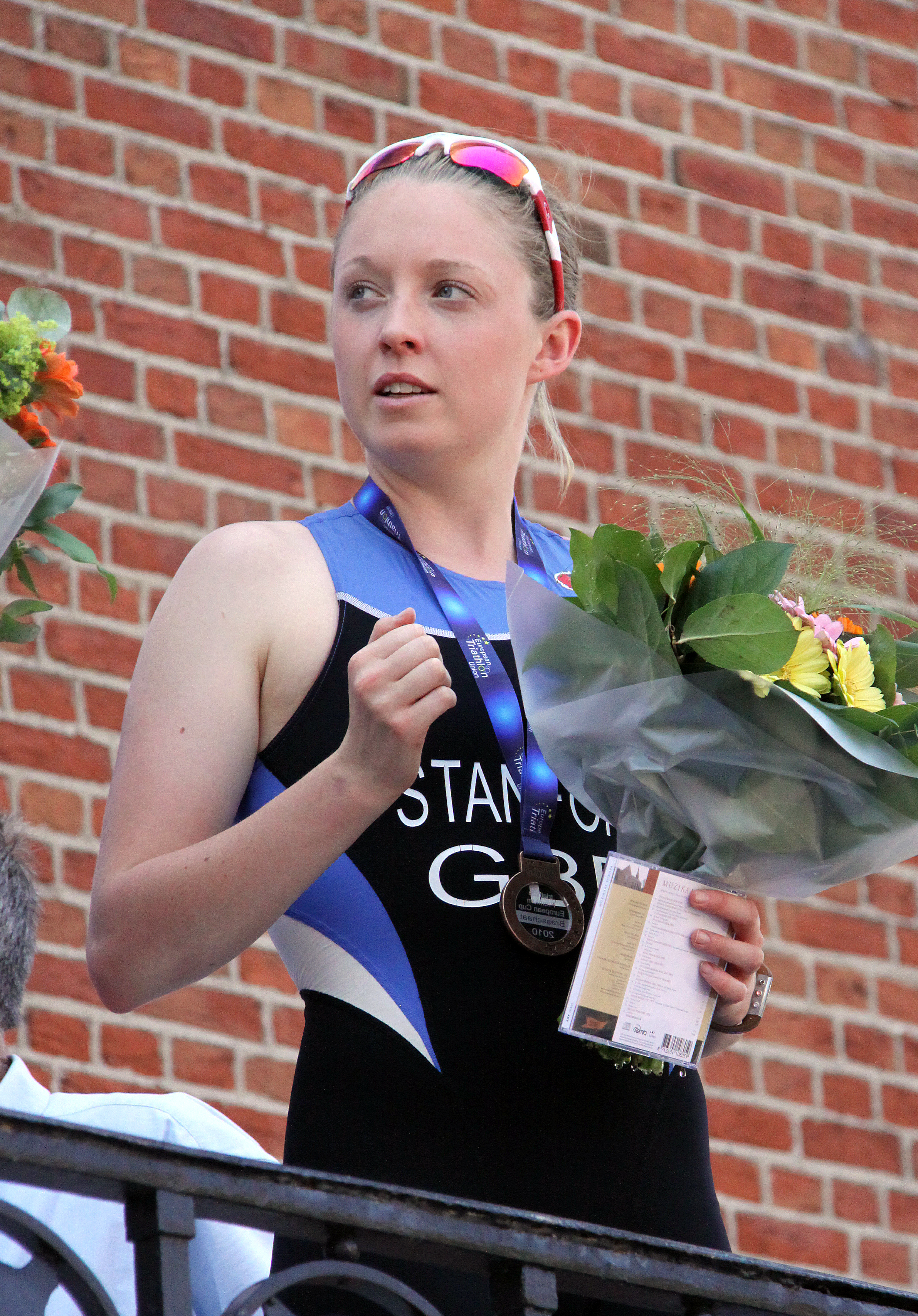
Non Stanford – Championne du Monde (2013)

### Championnats du monde espoir (U23)
| Rang | Nom             | Temps           |
| ---- | --------------- | --------------- |
| 1    | Pierre Le Corre | 1 h 42 min 47 s |
| 2    | Fernando Alarza | 1 h 42 min 51 s |
| 3    | Declan Wilson   | 1 h 42 min 55 s |

| Rang | Nom               | Temps           |
| ---- | ----------------- | --------------- |
| 1    | Charlotte McShane | 1 h 55 min 38 s |
| 2    | Ellen Pennock     | 1 h 55 min 39 s |
| 3    | Amélie Kretz      | 1 h 55 min 41 s |

### Championnats du monde junior
| Rang | Nom           | Temps       |
| ---- | ------------- | ----------- |
| 1    | Dorian Coninx | 51 min 57 s |
| 2    | Marc Austin   | 52 min 00 s |
| 3    | Grant Sheldon | 52 min 01 s |

| Rang | Nom                  | Temps       |
| ---- | -------------------- | ----------- |
| 1    | Tamara Gorman        | 57 min 08 s |
| 2    | Georgia Taylor-Brown | 57 min 31 s |
| 3    | Laura Lindemann      | 57 min 34 s |